# ريتشارد فيلد
ريتشارد فيلد (بالإنجليزية: Richard Field)‏ (2 أغسطس 1891 بسندرلاند في المملكة المتحدة - 15 يوليو 1965 في المملكة المتحدة) هو لاعب كرة قدم بريطاني (وحمل سابقاً جنسية المملكة المتحدة لبريطانيا العظمى وأيرلندا) في مركز الوسط. لعب مع غريمسبي تاون ونادي سندرلاند ونورويتش سيتي ونادي دمبرتون.